# Amphipyra inornata
Amphipyra inornata är en fjärilsart som beskrevs av Augustus Radcliffe Grote 1864. Amphipyra inornata ingår i släktet Amphipyra och familjen nattflyn. Inga underarter finns listade i Catalogue of Life.